# 横芝町
横芝町（よこしばまち）は、九十九里平野のほぼ中央に位置していた町である。
2006年（平成18年）3月27日に匝瑳郡光町と合併し山武郡横芝光町となった。

## 地理

### 隣接していた自治体
- 山武郡
  - 松尾町
  - 蓮沼村
- 香取郡
  - 多古町
- 匝瑳郡
  - 野栄町
  - 光町

## 歴史

### 沿革
- 1889年（明治22年）4月1日 - 町村制施行に伴い、横芝村，古川村，栗山村，鳥喰上村，鳥喰下村，鳥喰新田，両国新田が合併して武射郡旭村（あさひむら）が成立[2]。
- 1892年（明治25年）12月28日 - 旭村が改称して横芝村となる。
- 1897年（明治30年）
  - 4月1日 - 山辺郡、武射郡が統合されて山武郡となる。
  - 5月10日 - 横芝村が町制施行して横芝町となる。
  - 6月1日 - 横芝駅が開業。
- 1913年（大正2年） - 鳥喰沼の干拓が完了[3]。
- 1953年（昭和28年）5月18日 - 国道126号が制定。
- 1955年（昭和30年）2月1日 - 大総村，上堺村と合併して横芝町となる。
- 1998年（平成10年）3月30日 - 千葉東金道路松尾横芝ICが供用開始[4]。
- 2006年（平成18年）3月27日 - 匝瑳郡光町と合併して山武郡横芝光町となる[1]。

### 行政区域変遷
- 変遷の年表

| 横芝町町域の変遷（年表） | 横芝町町域の変遷（年表） | 横芝町町域の変遷（年表） |
| 年                       | 月日                     | 旧横芝町町域に関連する行政区域変遷 |
| ------------------------ | ------------------------ | --- |
| 1889年（明治22年）       | 4月1日                   | 町村制施行に伴い、以下の村がそれぞれ発足。 - 旭村 ← 横芝村・古川村・栗山村・鳥喰上村・鳥喰下村・鳥喰新田・両国新田 - 上堺村 ← 屋形村・新島村・北清水村 - 大総村 ← 木戸台村・小堤村・寺方村・曽根合村・於幾・坂田村・取立村・長倉村・姥山村・ 遠山村・牛熊村・谷台村・中台村 |
| 1892年（明治25年）       | 12月28日                 | 旭村は改称し横芝村となる。 |
| 1897年（明治30年）       | 4月1日                   | 武射郡は山辺郡と合併して山武郡が発足。 |
| 1897年（明治30年）       | 5月10日                  | 横芝村は町制施行し横芝町となる。 |
| 1951年（昭和26年）       |                          | 上堺村の一部（北清水の一部）は横芝町に編入。 |
| 1955年（昭和30年）       | 2月1日                   | 横芝町・上堺村・大総村が合併し横芝町が発足。 |
| 2006年（平成18年）       | 3月27日                  | 横芝町は匝瑳郡光町と合併し横芝光町が発足。横芝町は消滅。 |

- 変遷表

| 横芝町町域の変遷表（※細かな境界の変遷は省略） | 横芝町町域の変遷表（※細かな境界の変遷は省略） | 横芝町町域の変遷表（※細かな境界の変遷は省略） | 横芝町町域の変遷表（※細かな境界の変遷は省略） | 横芝町町域の変遷表（※細かな境界の変遷は省略） | 横芝町町域の変遷表（※細かな境界の変遷は省略） | 横芝町町域の変遷表（※細かな境界の変遷は省略）      | 横芝町町域の変遷表（※細かな境界の変遷は省略） | 横芝町町域の変遷表（※細かな境界の変遷は省略） | 横芝町町域の変遷表（※細かな境界の変遷は省略） |
| 1868年 以前                                   | 1868年 以前                                   | 1868年 以前                                   | 明治元年 - 明治22年                           | 明治22年 4月1日                               | 明治22年 - 昭和19年                           | 明治22年 - 昭和19年                                | 昭和20年 - 昭和64年                           | 平成元年 - 現在                               | 現在                                          |
| --------------------------------------------- | --------------------------------------------- | --------------------------------------------- | --------------------------------------------- | --------------------------------------------- | --------------------------------------------- | -------------------------------------------------- | --------------------------------------------- | --------------------------------------------- | --------------------------------------------- |
| 武射郡                                        |                                               | 横芝村                                        | 横芝村                                        | 旭村                                          | 明治30年4月1日 山武郡発足                     | 明治25年12月28日 横芝村に改称 明治30年5月10日 町制 | 昭和30年2月1日 横芝町                         | 平成18年3月27日 横芝光町                      | 横芝光町                                      |
| 武射郡                                        | 古川村                                        |                                               |                                               | 旭村                                          | 明治30年4月1日 山武郡発足                     | 明治25年12月28日 横芝村に改称 明治30年5月10日 町制 | 昭和30年2月1日 横芝町                         | 平成18年3月27日 横芝光町                      | 横芝光町                                      |
| 武射郡                                        | 栗山村                                        |                                               |                                               | 旭村                                          | 明治30年4月1日 山武郡発足                     | 明治25年12月28日 横芝村に改称 明治30年5月10日 町制 | 昭和30年2月1日 横芝町                         | 平成18年3月27日 横芝光町                      | 横芝光町                                      |
| 武射郡                                        | 鳥喰上村                                      |                                               |                                               | 旭村                                          | 明治30年4月1日 山武郡発足                     | 明治25年12月28日 横芝村に改称 明治30年5月10日 町制 | 昭和30年2月1日 横芝町                         | 平成18年3月27日 横芝光町                      | 横芝光町                                      |
| 武射郡                                        | 鳥喰下村                                      |                                               |                                               | 旭村                                          | 明治30年4月1日 山武郡発足                     | 明治25年12月28日 横芝村に改称 明治30年5月10日 町制 | 昭和30年2月1日 横芝町                         | 平成18年3月27日 横芝光町                      | 横芝光町                                      |
| 武射郡                                        | 鳥喰新田                                      |                                               |                                               | 旭村                                          | 明治30年4月1日 山武郡発足                     | 明治25年12月28日 横芝村に改称 明治30年5月10日 町制 | 昭和30年2月1日 横芝町                         | 平成18年3月27日 横芝光町                      | 横芝光町                                      |
| 武射郡                                        | 両国新田                                      |                                               |                                               | 旭村                                          | 明治30年4月1日 山武郡発足                     | 明治25年12月28日 横芝村に改称 明治30年5月10日 町制 | 昭和30年2月1日 横芝町                         | 平成18年3月27日 横芝光町                      | 横芝光町                                      |
| 武射郡                                        |                                               | 屋形村                                        | 屋形村                                        | 上堺村                                        | 明治30年4月1日 山武郡発足                     | 上堺村                                             | 昭和30年2月1日 横芝町                         | 平成18年3月27日 横芝光町                      | 横芝光町                                      |
| 武射郡                                        | 北清水村                                      |                                               |                                               | 上堺村                                        | 明治30年4月1日 山武郡発足                     | 上堺村                                             | 昭和30年2月1日 横芝町                         | 平成18年3月27日 横芝光町                      | 横芝光町                                      |
| 武射郡                                        |                                               | 新堀村                                        | 明治10年 新島村                               | 上堺村                                        | 明治30年4月1日 山武郡発足                     | 上堺村                                             | 昭和30年2月1日 横芝町                         | 平成18年3月27日 横芝光町                      | 横芝光町                                      |
| 武射郡                                        | 三島村                                        |                                               | 明治10年 新島村                               | 上堺村                                        | 明治30年4月1日 山武郡発足                     | 上堺村                                             | 昭和30年2月1日 横芝町                         | 平成18年3月27日 横芝光町                      | 横芝光町                                      |
| 武射郡                                        |                                               | 木戸台村                                      | 木戸台村                                      | 大総村                                        | 明治30年4月1日 山武郡発足                     | 大総村                                             | 昭和30年2月1日 横芝町                         | 平成18年3月27日 横芝光町                      | 横芝光町                                      |
| 武射郡                                        | 長倉村                                        |                                               |                                               | 大総村                                        | 明治30年4月1日 山武郡発足                     | 大総村                                             | 昭和30年2月1日 横芝町                         | 平成18年3月27日 横芝光町                      | 横芝光町                                      |
| 武射郡                                        | 坂田寺方村                                    |                                               |                                               | 大総村                                        | 明治30年4月1日 山武郡発足                     | 大総村                                             | 昭和30年2月1日 横芝町                         | 平成18年3月27日 横芝光町                      | 横芝光町                                      |
| 武射郡                                        | 坂田曽根合村                                  |                                               |                                               | 大総村                                        | 明治30年4月1日 山武郡発足                     | 大総村                                             | 昭和30年2月1日 横芝町                         | 平成18年3月27日 横芝光町                      | 横芝光町                                      |
| 武射郡                                        |                                               | 坂田市場村                                    | 明治11年 坂田村                               | 大総村                                        | 明治30年4月1日 山武郡発足                     | 大総村                                             | 昭和30年2月1日 横芝町                         | 平成18年3月27日 横芝光町                      | 横芝光町                                      |
| 武射郡                                        | 坂田取立村                                    |                                               |                                               | 大総村                                        | 明治30年4月1日 山武郡発足                     | 大総村                                             | 昭和30年2月1日 横芝町                         | 平成18年3月27日 横芝光町                      | 横芝光町                                      |
| 武射郡                                        | 姥山村                                        |                                               |                                               | 大総村                                        | 明治30年4月1日 山武郡発足                     | 大総村                                             | 昭和30年2月1日 横芝町                         | 平成18年3月27日 横芝光町                      | 横芝光町                                      |
| 武射郡                                        | 遠山村                                        |                                               |                                               | 大総村                                        | 明治30年4月1日 山武郡発足                     | 大総村                                             | 昭和30年2月1日 横芝町                         | 平成18年3月27日 横芝光町                      | 横芝光町                                      |
| 武射郡                                        | 中台村                                        |                                               |                                               | 大総村                                        | 明治30年4月1日 山武郡発足                     | 大総村                                             | 昭和30年2月1日 横芝町                         | 平成18年3月27日 横芝光町                      | 横芝光町                                      |
| 武射郡                                        | 坂田於幾村                                    |                                               |                                               | 大総村                                        | 明治30年4月1日 山武郡発足                     | 大総村                                             | 昭和30年2月1日 横芝町                         | 平成18年3月27日 横芝光町                      | 横芝光町                                      |
| 武射郡                                        | 坂田小堤村                                    |                                               |                                               | 大総村                                        | 明治30年4月1日 山武郡発足                     | 大総村                                             | 昭和30年2月1日 横芝町                         | 平成18年3月27日 横芝光町                      | 横芝光町                                      |
| 武射郡                                        | 谷台村                                        |                                               |                                               | 大総村                                        | 明治30年4月1日 山武郡発足                     | 大総村                                             | 昭和30年2月1日 横芝町                         | 平成18年3月27日 横芝光町                      | 横芝光町                                      |

## 産業
漁業
- 栗山川漁港

## 交通

### 道路
- 有料道路
  - 千葉東金道路・銚子連絡道路
    - 松尾横芝IC
- 一般国道
  - 国道126号
- 主要地方道
  - 千葉県道22号千葉八街横芝線
  - 千葉県道30号飯岡一宮線（九十九里ビーチライン）
  - 千葉県道62号成田松尾線（芝山はにわ道）
  - 千葉県道78号横芝上堺線
  - 千葉県道79号横芝下総線
- 一般県道
  - 千葉県道108号横芝停車場白浜線
  - 千葉県道109号横芝停車場吉田線
  - 千葉県道112号成田成東線
  - 千葉県道116号横芝山武線
  - 千葉県道122号飯岡片貝線

### 鉄道
- 東日本旅客鉄道（JR東日本）
  - ■総武本線
    - 横芝駅